# Bjarne Pedersen (atlet)
Bjarne Pedersen er en tidligere dansk atlet medlem af Helsingør IF. Han blev dansk mester fire år i træk på 3000 meter forhindring fra 1958 til 1961.
I 1956 begyndte Bjarne Petersen at gøre sig bemærket i terrænløb og på mellem og langdistancerne og i 1957 løb han sit første 3000 meter forhindringsløb, hvor han løb 9.48,4 min. Et par måneder senere til DM, blev han i denne disciplin nummer fire i 9.47,2 min. Året efter gik han kraftigt frem i denne vanskelige disciplin og blev med tiden 9.25,0 dansk mester, en præstation han gentog de efterfølgende tre år. I slutningen af årtiet satte han sjællandsk rekord med 9.13,0 min. hvilket skete i en landskamp mod Norge. Senere satte han i flere omgange dansk rekord. Hans mål var at komme under 9 minutter og dette kom han i 1960 med 9.02,4 (dansk rekord) meget tæt på.
Bjarne Petersen blev trænet Steen Aage Nielsen og stoppede sin karriere i 1964, og herefter var han en del år formand for atletikafdelingen i Helsingør IF.

## Danske mesterskaber
- Sølv 1962 3000 meter forhindring 9:29.6
- Guld 1961 3000 meter forhindring 9:05.2
- Guld 1960 3000 meter forhindring 9:14.4
- Bronze 1960 5000 meter 14:55.6
- Guld 1959 3000 meter forhindring 9:20.2
- Bronze 1959 5000 meter 14:56.4
- Guld 1958 3000 meter forhindring 9:25.0